# Thạch Trụ
Huyện tự trị dân tộc Thổ Gia Thạch Trụ (chữ Hán giản thể:石柱土家族自治县, Hán Việt: Thạch Trụ Thổ Gia tộc Tự trị huyện) là một huyện tự trị trực thuộc thành phố trực thuộc trung ương Trùng Khánh, Cộng hòa Nhân dân Trung Hoa. Huyện này có diện tích 3013 km2, dân số năm 2006 là 510.000 người. Về mặt hành chính, huyện này được chia ra thành 12 trấn,20 hương.